# 每日耐受量
每日耐受量（英語：Tolerable Daily Intake，簡稱TDI），是指在生物體的體內，每天所能容忍攝入的最大毒物質量，如果超出每日的耐受量，則會對身體造成傷害。

## 相關事件
中國大陆早在2008年6月就有傳出受害案子，卻因為在舉辦北京奧運，所以被隱藏起來，在九月才被當地媒體揭發，才知道除了三鹿還有很多黑心毒奶粉業者，9月12日傳出添加三聚氰胺的奶粉已經流入台灣，引起毒奶粉風暴，但是這些黑心奶粉卻已經賣到各地，將近卅萬嬰兒罹患腎結石。

## 評估
三聚氰胺在小嬰兒體內最多每公斤15毫克。專家以體重7公斤的嬰兒為例，假設每日攝入奶粉150克，最大耐受量為15毫克/公斤。
根據美國食物及藥物管理局的標準，三聚氰胺每日可容忍攝入量為0.63毫克/公斤體重（成人）。